# Багатоніжки
Багатоні́жки (Myriapoda) — надклас наземних трахейнодишних членистоногих тварин, які характеризуються нетагматизованим, гомономно сегментованим тілом. Лише передні членики тіла зливаються в головну капсулу — акрон. Кожен членик тіла несе пару або дві пари кінцівок.
У вивчення багатоніжок вагомий внесок зробив В. С. Муралевич.

## Морфологія

### Голова
Складається з акрона. У Симфіл голова вкрита справжньою головною капсулою, яка подібна до такої ж у комах. На голові містяться також очі: у Губоногих вони прості або складні; у Двопарноногих — представлені скупченням простих вічок; у Пауропод та Симфіл — взагалі відсутні. Перша пара тулубних кінцівок у Губоногих перетворилися на ногощелепи із серпоподібним кігтем, який містить отруйну залозу, в інших утворюються мандибули, а у Пауропод — ще й одна пара мандибул. Вусики прості або розгалужені (у Пауропод).

### Тіло
Тулуб гомономний, складається з різної кількості члеників, причому у більшості видів немає сталого їх числа. На кожному сегменті міститься пара кінцівок, у Двопарноногих — по дві пари, а у Пауропод 1—4 членики позбавлені ніг.

### Нервова система
Типової для членистоногих будови: вона складається з головного мозку, навкологлоткових комісур, підглоткового ганглія та черевного нервового ланцюжка. У Двопарноногих подвоєні нервові ганглії черевного нервового ланцюжка в усіх сегментах, починаючи з V, а у Симфіл черевний ланцюжок має завжди 12 гангліїв.

### Кровоносна система
Кровоносна система добре розвинена у Губоногих, а у Пауропод взагалі відсутня. Серце, у вигляді довгої трубки, що лежить над кишечником уздовж тулуба. На задньому кінці воно сліпо замкнене. Серце поділене на камери, кожна з яких має два бічні отвори (остії). Спереду серце продовжується в головну аорту. По боках від аорти відходить артеріальне кільце, що огинає кишку і впадає в черевну судину (відсутня у Двопарноногих). Крім остій, що ведуть до навколосерцевої сумки, від кожної камери відходять по дві бічні артерії. У Симфіл кровоносна система дуже редукована.
Кров впадає в лакуни порожнини тіла, з яких знову повертається в навколосерцеву сумку, звідки через остії потрапляє до серця. По серцевій судині кров рухається від заднього кінця до переднього, а по черевній — у зворотному напрямку.

### Травна система
Для травної системи характерна наявність слинних залоз та відсутність у середній кишці печінкової, або травної залози.

### Видільна система
Органи виділення представлені однією парою мальпігієвих судин. У деяких Губоногих та Симфіл зберігається одна-дві пари максилярних залоз, як у Ракоподібних.

### Дихальна система
Органи дихання представлені трахеями — тоненькими розгалуженими трубочками ектодермального походження, що виникають як глибокі занурення покривів. Вони відкриваються назовні парними отворами — дихальцями, або стигмами, а кінцеві гілки обплітають усі внутрішні органи, транспортуючи до них кисень.

### Статева система
Багатоніжки — роздільностатеві тварини. Запліднення в них сперматофорне або внутрішнє. Яйця здебільшого багаті на жовток, дробіння поверхневе. Розвиток анаморфний.

## Спосіб життя
Усі багатоніжки ведуть прихований спосіб життя: вдень вони ховаються в ґрунті, під камінням, поваленими стовбурами дерев, опалим листям. Ці тварини уникають прямих сонячних променів і сухого повітря, тому покидають укриття лиш вночі або вдень після сильного дощу.

## Систематика

Філогенія багатоніжок (за Клюге, 2002)

У підтипі Багатоніжки виділяють 4 класи:
- Губоногі (Chilopoda)
- Двопарноногі (Diplopoda)
- Пауроподи (Pauropoda)
- Симфіли (Symphyla)